# 井上善海
井上 善海（いのうえ ぜんかい、1954年 - ）は、日本の経営学者、九州情報大学助教授、広島大学大学院教授、東洋大学教授、法政大学大学院教授を経て、現在、九州情報大学・大学院教授。経営学専攻で、専門分野は経営戦略論、事業創造論、中小企業経営論。“理論と実践の融合”をコンセプトに、長年にわたって多角的な視点から企業経営を研究している。2018年（ｰ現在）「日本でいちばん大切にしたい会社」大賞実行委員会副委員長・審査委員、2018年（ｰ現在）日本マネジメント学会常任理事、2019年（ｰ2025年）日本経営学会常任理事、2020年（ｰ現在）人を大切にする経営学会副会長。2021年（ｰ2024年）経営行動研究学会副会長。2024年（ｰ現在）日本マネジメント学会会長。

## 人物・経歴
- 1954年9月 , 佐賀県生まれ[7]
- 1973年3月 , 佐賀県立武雄高等学校卒業
- 1979年3月 , 神奈川大学 法学部法律学科卒業
- 1979年4月 - 1989年6月，中小企業の経営者
- 1989年9月 - 1998年3月，経営コンサルタント（中小企業診断士）
- 1993年4月 - 1995年3月，福岡大学 大学院商学研究科博士前期課程修了
- 1995年4月 - 1998年3月，福岡大学 大学院商学研究科博士後期課程単位取得満期退学
- 1998年4月 - 2004年3月，九州情報大学 経営情報学部 専任講師～助教授
- 2003年3月 ｰ 現在，博士（商学）福岡大学
- 2004年4月 - 2013年3月，広島大学 大学院社会科学研究科 教授
- 2006年4月 - 2010年3月，広島大学 大学院社会科学研究科 副研究科長（マネジメント専攻長）
- 2013年4月 - 2018年3月，東洋大学 経営学部 教授
- 2013年4月 - 2018年3月，東洋大学 大学院経営学研究科 ビジネス・会計ファイナンス専攻 専攻長
- 2014年4月 - 2018年3月，東洋大学 経営力創成研究センター センター長
- 2015年2月 - 現在，広島大学 名誉教授
- 2018年4月 - 2025年3月，東洋大学 大学院経営学研究科 客員教授
- 2018年4月 - 2025年3月，法政大学 大学院政策創造研究科 教授
- 2018年4月 - 2025年3月，法政大学 大学院中小企業研究所 所長
- 2024年4月 - 2025年3月,   九州情報大学・大学院 非常勤講師[8]
- 2025年4月 - 現在，九州情報大学 経営情報学部・大学院経営情報研究科 教授
- 2025年4月 - 現在，九州情報大学 経営情報学部 学部長
- 2025年4月 - 現在，九州情報大学 学術・教育研究所 中小企業経営研究センター センター長

## エピソード
・２０代は企業経営者
経営に関する知識もなく、経験もないただの若者には、企業の持続的・安定的な成長など考えることもできず、ただ暴走するだけであった。振り返って見て、理念が無かった、戦略も無かった。
・３０代は経営コンサルタント
自分の仕出かしたような失敗を１社でも少なくすることが自分自身の社会への償いだと考えて、事業戦略のコンサルティングを行ってきた。特に、理念や戦略の重要性をくどいほど説いた。
また、大学院へ進学し自分がこれまでかかわってきた事業戦略について深く研究してみようと思い立った。大学院で学ぶのは新鮮であり楽しく、経営の現場を経験したことで、理論を学ぶことの重要性が身にしみてわかった。
・４０代から経営学者
経営学研究、特に企業の戦略研究は、実務と理論とのキャッチボールであり、その双方を経験している自分に与えられた使命だと考え、これまで研究を進めてきた。

## 著書
- 『負けない戦略』（中央経済社・単著、2022年）-「人を大切にする経営学に関する研究奨励賞 図書部門 優秀賞」受賞[10]
- 『衰退産業の勝算』（幻冬舎・単著、2022年）[11]
- 『事業創造入門』（中央経済社・編著、2024年）
- 『企業経営入門』（中央経済社・編著、2022年）
- 『経営戦略入門〈第2版〉』（中央経済社・編著、2022年）
- 『中小企業経営入門〈第2版〉』（中央経済社・編著、2022年）
- 『スモールビジネスの創造とマネジメント』（学文社・共著、2017年）
- 『アントレプレナーシップ教科書』（中央経済社・共著、2016年）
- 『7つのステップで考える戦略のトータルバランス』（中央経済社・単著、2011年） - 日本経営診断学会「学会賞(優秀賞)」受賞
- 『中小企業の戦略』(同友館・編著、2009年)
- 『よくわかる経営戦略論』（ミネルヴァ書房・編著、2008年）
- 『ベンチャー企業の成長と戦略』（中央経済社・単著、2002年） - 商工総合研究所「中小企業研究奨励賞」受賞
- 他10冊